# Януш Костевич
Януш Станькович Костевич (ум. 1527) — государственный деятель Великого княжества Литовского, маршалок господарский (1510—1527), воевода витебский (1514—1520) и подляшский (1520—1527), наместник радуньский (1496—1527), мечник великий литовский (1505—1508), староста пржеломский (с 1516 года).

## Биография
Представитель литовского шляхетского рода Костевичей герба «Лелива». Сын старосты ковенского Станько (Станислава) Костевича, брат Вацлава Костевича, старосты кобринского.
В 1506 году Януш Костевич женился на Марине (Марианне) Угровской (Венгровской), наследнице Венгрува в Подляшье.
Януш Костевич был одним из самых богатых сановников Великого княжества Литовского (в 1522 году он заплатил самый большие налоги серебщиной, в 1528 году Марианна Костевич (вдова Януша) и его брат Вацлав Костевич занимали 9-е место среди сановников ВКЛ по числу выставленных всадников на войну против Москвы, вместе они выставили 124 вооруженных всадника.
Янушу Костевичу принадлежали имения Костенево и Нача (где в 1529 году Марианна Костевич построила деревянный костёл) в Лидском повете. Сам король и великокняжеская рада часто брали в долг у Януша Костевича большие суммы денег.
Януш Костевич скончался в 1527 года. От брака с Марианной Угровской у него была единственная дочь:
- Анна Костевич (ум. после 1536), жена подчашего великого литовского Яна Радзивилла (1492—1542), который унаследовал поместья Костевичей.